# Oh Yeon-seo
Oh Yeon-seo (tên khai sinh: Oh Haet-nim, tiếng Hàn: 오햇님, sinh ngày 22 tháng 6 năm 1987) là một nữ ca sĩ, diễn viên, người mẫu thời trang, người mẫu quảng cáo người Hàn Quốc, cựu thành viên của nhóm nhạc nữ LUV. Cô được biết đến nhờ vai diễn của mình trong các bộ phim: My Husband Got a Family (2012), Jang Bo-ri is Here! (2014), Shine or Go Crazy (2015) và Please Come Back, Mister (2016).

## Tiểu sử

### Thời gian đầu đời
Oh Yeon-seo sinh ra tại Jinju thuộc tỉnh Gyeongsang Nam và lớn lên tại huyện Changnyeong. Trong năm thứ hai của trung học, Oh Yeon-sang theo một nhóm bạn đến buổi thử giọng cho S.M. Entertainment, được tổ chức tại Daegu, nhưng đã bị từ chối. Tuy nhiên, một công ty khác liên lạc với cô ấy nói rằng cô ấy đã đủ điều kiện và cô ấy đã chuyển đến Seoul, ra mắt chỉ trong 4 tháng khi mới 15 tuổi.
Oh Yeon-sang đã thi đỗ trường trung học nghệ thuật An-yang sau khi cô tan rã và tiếp tục trở thành một nữ diễn viên. Khi đó cô đổi tên mình từ Haet-nim thành Yeon-seo sau khi gặp một pháp sư cùng mẹ cô.
Oh sau đó vào Đại học Dongguk, tham gia bộ phận nhà hát và phim ảnh.

## Sự nghiệp

### Bắt đầu
Oh Yeon-seo đã ra mắt vào năm 2002 khi cô mới 15 tuổi dưới tên thật là Oh Haet-nim, với ban nhạc LUV, bên cạnh Jo Eun-byul và Jeon Hye-bin. Họ đã phát hành album đầu tay "Story" năm đó, bao gồm các đĩa đơn "Orange Girl" và "I Still Believe in You". Tuy nhiên, ban nhạc đã tan rã chỉ sau sáu tháng vì sự nổi tiếng của họ. Oh Yeon-seo sau đó chuyển sang diễn xuất và xuất hiện lần đầu trong bộ phim truyền hình năm 2003-Sharp, nhưng vẫn chưa được biết đến trong một thời gian dài.

### 2012–2013: Bắt đầu nổi tiếng
Mặc dù cô đóng một vai trò quan trọng trong bộ phim A Blood Pledge năm 2009, nhưng cho đến khi cô được vào vai trong bộ phim gia đình My Husband Got a Family (2012), cô đã thu hút được sự chú ý nhỏ. Sau đó, cô tham gia chương trình tạp kỹ nổi tiếng We Got Married cùng với Lee Joon của MBLAQ. Vào cuối năm 2012, Oh đã tham gia bộ phim truyền hình hàng ngày Here Comes Mr. Oh, nơi cô đóng vai chính đầu tiên.
Vào năm 2013, Oh đã đóng vai một bác sĩ phẫu thuật ngực trong bộ phim Medical Top Medical Team. Cô được bổ nhiệm làm đại sứ cho Liên hoan phim lần đầu tiên ở Suncheon cùng với Kim Min-joon và Gal So-won để giúp nâng cao nhận thức về quyền và lợi ích của động vật trong tháng 8. Oh Yeon-seo cũng được bổ nhiệm làm Đại sứ Chữ thập đỏ cùng với diễn viên Ryu Soo-young.

### 2014– hiện tại: Bước đột phá
Oh đóng vai chính Jang Bo Ri, một người từ bi và vị tha, trong bộ phim được đánh giá cao Jang Bo Ri is here! (2014). Rating của bộ phim lên đến 40,4% và dẫn đến sự nổi tiếng của Oh Yeon-seo. Cô đã có một thời gian khó khăn để đóng vai nhân vật khi lớn lên ở Gyeongsang-do nhưng nhân vật của cô đã phải nói tiếng địa phương Jeolla-do, mà cô đã không bao giờ được sử dụng trong toàn bộ cuộc đời của cô.
Vào năm 2015, Oh Yeon-seo đóng vai Shin Yool, công chúa cuối cùng của Balhae, trong bộ phim lịch sử Shine hay Go Crazy, cùng với Jang Hyuk. Bộ phim đã đạt được thành công lớn, và rating cao nhất trong khoảng thời gian chiếu của nó.
Oh Yeon-seo đã đóng vai chính cùng với Rain trong bộ phim Please Come Back, Mister được phát sóng từ ngày 24 tháng 2 đến ngày 14 tháng 4 năm 2016. Cô đóng vai Han Hong-nan, một nhân vật nam được tái sinh trong cơ thể của một phụ nữ. Oh Yeon-seo được ca ngợi về phản ứng hóa học của cô với ngôi sao Lee Ha Nui, người mà cô đã từng đóng vai trong dự án Shine or Go Crazy trước đó. Cô cũng gây ấn tượng với khán giả thông qua vai diễn hài hước của cô về vai diễn nam tính của cô. Cùng năm đó, cô đóng vai chính trong bộ phim Take off 2, phần tiếp theo của bộ phim Take Off năm 2009, nơi cô đóng vai một thành viên của đội khúc côn cầu trên băng.
Năm 2017, Oh Yeon-seo đóng vai chính trong bộ phim truyền hình lịch sử của bộ phim ăn khách năm 2001 của My Sassy Girl cùng với Joo Won. Tháng 8 năm 2017, Oh ký hợp đồng với công ty quản lý mới Celltrion Entertainment. Cùng năm đó, cô được mời tham gia bộ phim hài lãng mạn của đài truyền hình tvN, Hwayugi, được viết bởi các chị em nhà Hong.

## Đời tư
Ngày 29/3/2018, tin đồn Kim Bum và Oh Yeon Seo bị bắt gặp hẹn hò tại một nhà hàng ở Cheondamdong rộ lên từ các trang báo Hàn. Nhanh chóng công ty chủ quản của hai nghệ sĩ đã xác nhận mối quan hệ tình cảm này.

## Danh sách phim

### Phim truyền hình
| Năm       | Phim                         | Nhân vật                  | Kênh    |
| --------- | ---------------------------- | ------------------------- | ------- |
| 2003      | Ngưỡng cửa cuộc đời 1        | Lee Ye-rim                | KBS2    |
| 2003      | Nonstop 4                    | Cameo (tập 33)            | MBC     |
| 2006      | Thiên đường xa lạ            |                           | SBS     |
| 2006      | Yêu anh ghét anh             |                           | SBS     |
| 2007      | H.I.T                        | Son Seong-ok              | MBC     |
| 2007      | Cuộc chiến kim tiền          | Park Eun-ji (cameo tập 7) | SBS     |
| 2008      | Drama City "LoveForSale.com" | Choi Hee-ju               | KBS2    |
| 2008      | Returned Earthen Bowl        | Seo Soo-jin               | KBS2    |
| 2008      | Vua Sejong                   | Eori                      | KBS1    |
| 2010      | Nhân vật truyền kỳ           | Lee Eun                   | KBS1    |
| 2010      | Càng ngắm càng yêu           | Ma giày đỏ (Tập 85)       | MBC     |
| 2010      | Dong Yi                      | Vương hậu Inwon           | MBC     |
| 2011      | Vẻ đẹp trẻ thơ               | Lee So-jin                | KBS2    |
| 2012      | Gia đình chồng tôi           | Bang Mal-sook             | KBS2    |
| 2012      | Chàng rể quý                 | Na Gong-joo               | MBC     |
| 2013      | Đội ngũ danh y               | Choi Ah-jin               | MBC     |
| 2014      | Trái tim trong sáng          | Jang Bo-ri                | MBC     |
| 2015      | Lời nguyền định mệnh         | Shin Yool/Gaebong         | MBC     |
| 2016      | Quý ông trở lại              | Han Hong-nan              | SBS     |
| 2017      | Cô nàng ngổ ngáo             | Công chúa Hye-myung       | SBS     |
| 2017-2018 | Hoa du ký                    | Jin Seon-mi               | tvN     |
| 2019-2020 | Người không hoàn hảo         | Joo Seo Yeon              | MBC     |
| 2021      | Có điên mới yêu              | Lee Min Kyung             | KakaoTV |
| 2022      | Café Minamdang               | Han Jae-hee               | KBS2    |

### Phim điện ảnh
| Năm  | Phim                                  | Nhân vật                 |
| ---- | ------------------------------------- | ------------------------ |
| 2007 | Cỏ tình                               | Nữ giáo viên             |
| 2007 | Ma lực tử thần                        | Jung Eun-kyung           |
| 2007 | May I Cry?                            |                          |
| 2008 | ET Trường chúng tôi                   | Soo-jin                  |
| 2009 | Lời thề máu                           | Yoo-jin                  |
| 2010 | Happy Killers                         | Người mẫu tạp chí        |
| 2011 | Green Days: Dinosaur and I (animated) | Han Soo-min (lồng tiếng) |
| 2012 | Chỉ là bạn                            | Song Eun-ji              |
| 2016 | Cú đáp hoàn hảo 2                     | Park Chae-gyeong         |

### Chương trình truyền hình
| 2012 | We got married mùa 4 | Cặp với Lee Joon | 3-23 | MBC  |  |      |             |                |     |     |
| 2016 | Boys24               | MC               |      | Mnet |  | 2014 | Running man | Người tham gia | 218 | SBS |
| 2016 | Running man          | Đội trưởng       | 310  | SBS  |  |      |             |                |     |     |
| 2016 | Running man          | Đội trưởng       | 311  | SBS  |  |      |             |                |     |     |

### Xuất hiện trong các MV ca nhạc
| Năm  | Nghệ sĩ               | Tên bài hát                   |
| ---- | --------------------- | ----------------------------- |
| 2002 | LUV                   | "I Still Believe in You"      |
| 2002 | LUV                   | "Orange Girl"                 |
| 2003 | Maesta Wu feat. Seven | "White"                       |
| 2006 | Big Mama              | "Never Mind"                  |
| 2006 | BGH4                  | "Please"                      |
| 2007 | Kim Jang-hoon         | "Smile, Because I Am a Man"   |
| 2008 | Fly to the Sky        | "Drunken Truth"               |
| 2008 | Big Bang              | "With U"                      |
| 2009 | Im Chang-jung         | "Long Time No See"            |
| 2009 | Yim Jae-beom          | "Because of Love"             |
| 2010 | 2AM                   | "You Wouldn't Answer My Call" |
| 2011 | Kim Hyung-jun         | "Oh Ah!"                      |
| 2012 | E2RE                  | "Deep Night Sad Song"         |

### Giải thưởng và đề cử
| Năm  | Lễ trao giải                   | Hạng muc                                                | Đề cử                    | Kết quả   |
| ---- | ------------------------------ | ------------------------------------------------------- | ------------------------ | --------- |
| 2009 | 4th Asia Model Festival Awards | Người mẫu quảng cáo xuất sắc                            | N/A                      | Đoạt giải |
| 2012 | 5th Korea Drama Awards         | Nữ diễn viên mới xuất sắc nhất                          | My Husband Got a Family  | Đề cử     |
| 2012 | 1st K-Drama Star Awards        | Ngôi sao mới nổi                                        | My Husband Got a Family  | Đoạt giải |
| 2012 | MBC Drama Awards               | Nữ diễn viên mới xuất sắc nhất                          | Here Comes Mr. Oh        | Đoạt giải |
| 2012 | MBC Drama Awards               | Nữ diễn viên mới xuất sắc nhất                          | My Husband Got a Family  | Đoạt giải |
| 2013 | 2nd APAN Star Awards           | Ngôi sao nổi tiếng                                      | Here Comes Mr. Oh        | Đoạt giải |
| 2014 | 7th Korea Drama Awards         | Nữ diễn viên xuất sắc                                   | Jang Bo-ri is Here!      | Đoạt giải |
| 2014 | MBC Drama Awards               | Giải thưởng danh giá (Daesang)                          | Jang Bo-ri is Here!      | Đề cử     |
| 2014 | MBC Drama Awards               | Nữ diễn viên xuất sắc, hạng mục Serial Drama            | Jang Bo-ri is Here!      | Đoạt giải |
| 2016 | 2016 Asia Model Awards         | Ngôi sao nổi tiếng                                      | Please Come Back, Mister | Đoạt giải |
| 2016 | 5th APAN Star Awards           | Nữ diễn viên xuất sắc nhất                              | Please Come Back, Mister | Đề cử     |
| 2016 | SBS Drama Awards               | Nữ diễn viên xuất sắc, hạng mục Fantasy Drama           | Please Come Back, Mister | Đoạt giải |
| 2017 | SBS Drama Awards               | Nữ diễn viên xuất sắc, hạng mục phim truyện thứ 2-thứ 3 | My Sassy Girl            | Đề cử     |